# Kočov
Pour les articles homonymes, voir Kočov (homonymie).
Kočov (en allemand : Gottschow ou Gottschau) est une commune du district de Tachov, dans la région de Plzeň, en République tchèque. Sa population s'élevait à 215 habitants en 2022.

## Géographie
Kočov se trouve à 8 km à l'est de Tachov, à 47 km à l'ouest-nord-ouest de Plzeň et à 126 km à l'ouest-sud-ouest de Prague.
La commune est limitée par Lom u Tachova et Brod nad Tichou au nord, par Planá à l'est, par Bor au sud-est, par Tisová au sud, et par Tachov à l'ouest.

## Histoire
La première mention écrite du village date de 1357.

## Administration
La commune se compose de quatre sections :
- Janov
- Klíčov
- Kočov
- Ústí

## Galerie

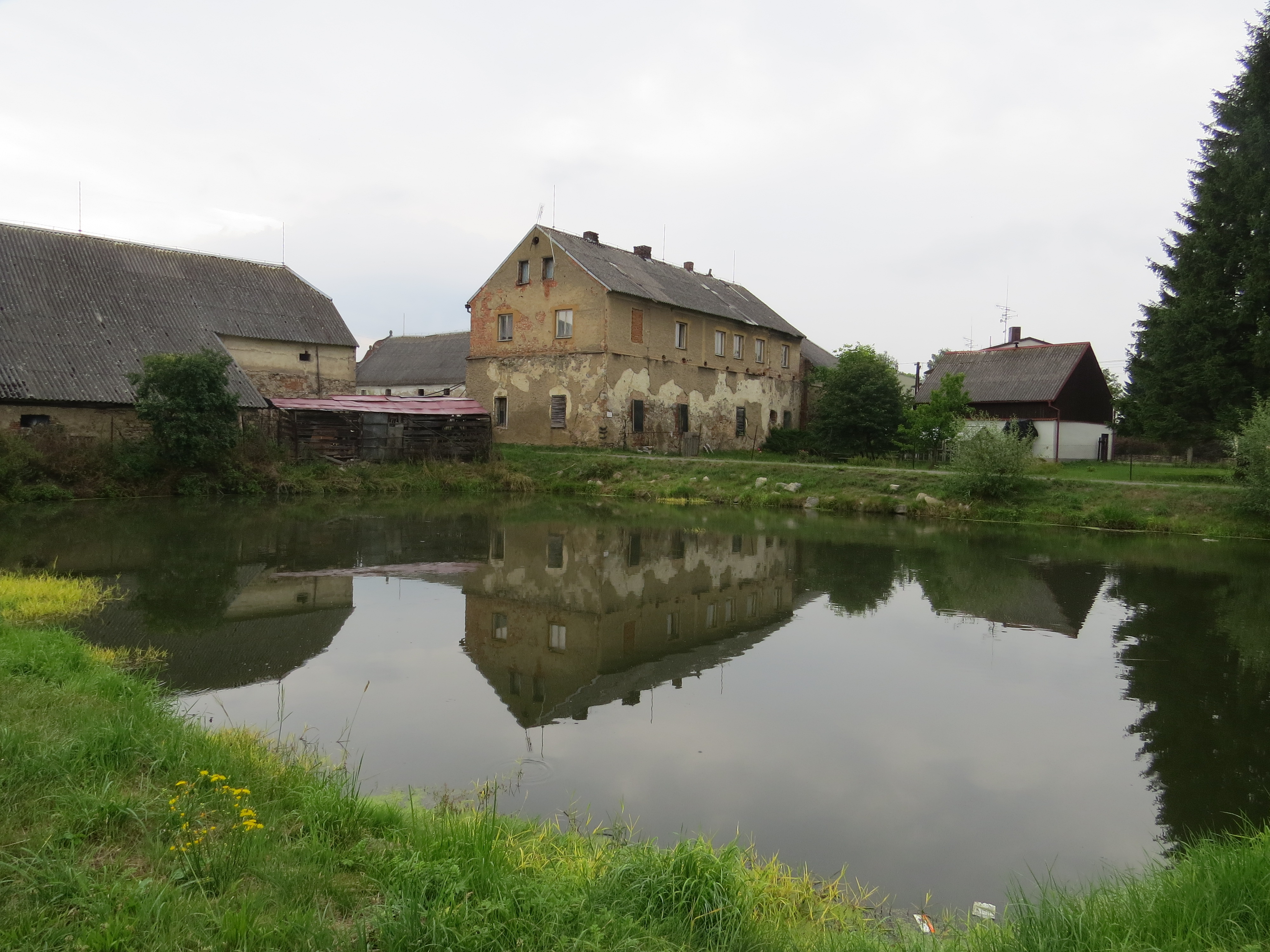
Étang à Kočov.
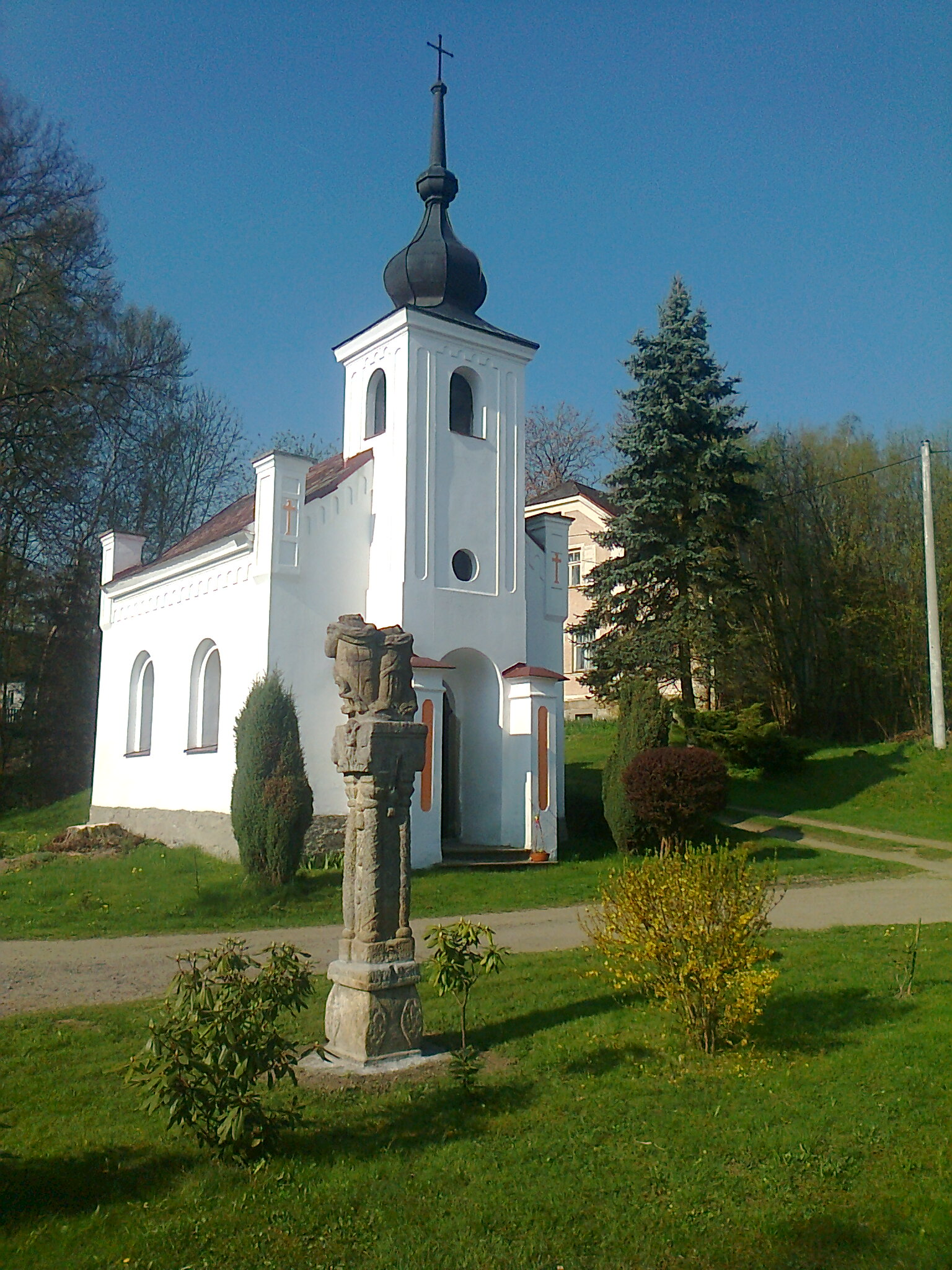
Église à Klíčov.
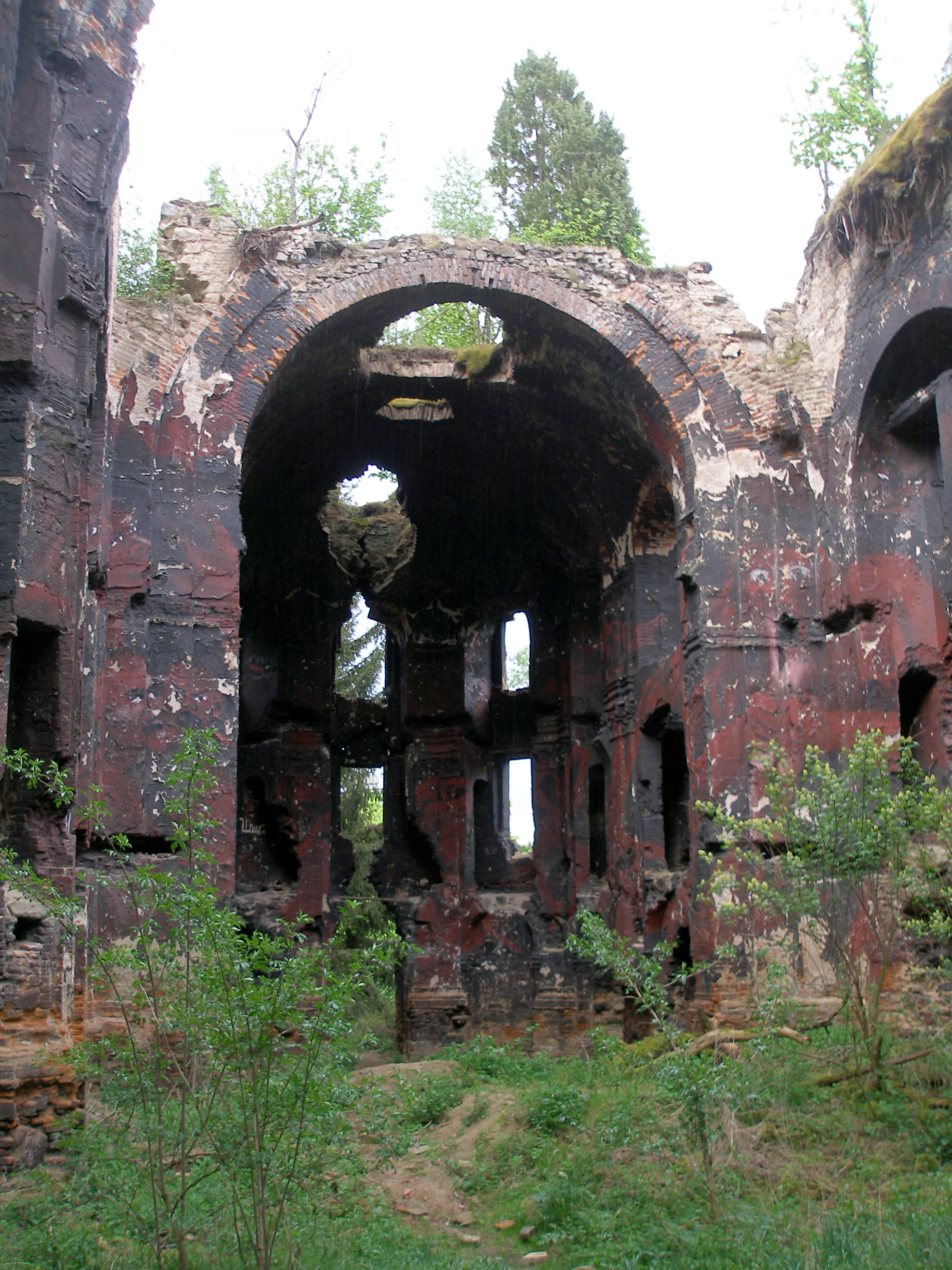
Ruines de l'église Saint-Jean-Baptiste.

## Transports
Par la route, Kočov se trouve à 10 km de Tachov, à 58 km de Plzeň  et à 153 km de Prague. 